# Hames-Boucres
Hames-Boucres település Franciaországban, Pas-de-Calais megyében. Lakosainak száma 1428 fő (2022. január 1.). Hames-Boucres Coquelles, Nielles-lès-Calais, Pihen-lès-Guînes, Saint-Tricat, Les Attaques, Caffiers, Coulogne, Fréthun és Guînes községekkel határos.

## Népesség
A település népességének változása:
| Lakosok száma | 1460 | 1474 | 1486 | 1469 | 1463 | 1457 | 1457 | 1447 | 1428 |
|               | 2013 | 2015 | 2016 | 2017 | 2018 | 2019 | 2020 | 2021 | 2022 |